# 李宝善
李宝善（1955年8月—），男，汉族，山西晋城人，中华人民共和国新闻工作者，中国共产党党员。山西师范学院毕业。1978年9月参加工作。中共第十八届中央委员会候补委员，第十九届中央纪律检查委员会委员。

## 生平
曾任中共山西省委宣传部副部长兼省政府新闻办公室主任。1995年到中共中央宣传部工作，先后担任新闻局副局长、文艺局局长、新闻局局长、副秘书长。2003年12月，任《求是》杂志社总编辑。2008年，当选第十一届全国政协委员，代表新闻出版界，分入第四十四组。并担任人口资源环境委员会专委。2008年6月，任《求是》杂志社社长。2014年4月，任人民日报总编辑。2018年4月，任人民日报社长。2020年10月到龄卸任。11月，增补为全国政协教科卫体委员会副主任。